# 馬卡勞國家公園
10°25′32″N 67°1′58″W / 10.42556°N 67.03278°W

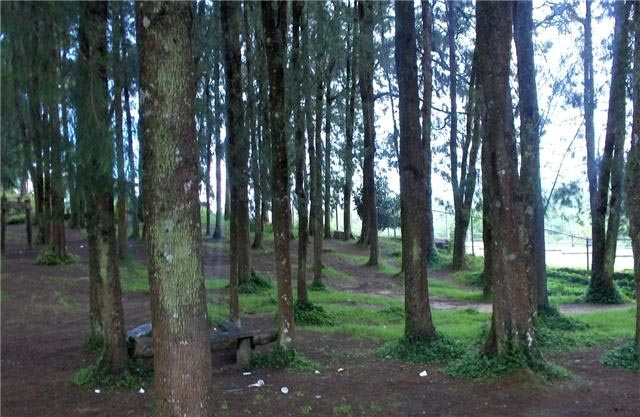

馬卡勞國家公園是委內瑞拉的國家公園，位於該國北部，由聯邦區和米蘭達州負責管轄，毗鄰卡拉卡斯，面積150平方公里，始建於1973年12月5日。